# 黑巾文鸟
黑巾文鸟（学名：Lonchura spectabilis），是梅花雀科文鸟属的一种，分布于印度尼西亚和巴布亚新几内亚。该物种的保护状况被评为无危。其种加词“spectabilis”意为“显著的”，“引人注目的”。
黑巾文鸟的平均体重约为11.5克。栖息地包括干燥的稀树草原、乡村花园、亚热带或热带的（低地）干燥疏灌丛和亚热带或热带的（低地）干草原。